# نودامه کانتابیله
نودامه کانتابیله (ژاپنی: のだめカンタービレ هپبورن: Nodame Kantābire) یک مجموعه مانگای ژاپنی است که توسط توموکو نینومیا نوشته و تصویرسازی شده است. این مجموعه توسط کودانشا از ژوئیه ۲۰۰۱ الی اکتبر ۲۰۰۹ در مجلهٔ جوسی مانگای کیس به صورت سریالی به چاپ رسید. یک سری کوتاه به نام نودامه کانتابیله: فصل اپرای آنکور از دسامبر ۲۰۰۹ تا اوت ۲۰۱۰ در همان مجله چاپ شد. تمامی فصول مجوعه در ۲۵ جلد تانکوبون جمع‌آوری شدند. در سال ۲۰۱۶ یک فصل پایانی تکباره در همان مجله منتشر شد.
بر پایه نسخه مانگا چهار مجموعه تلویزیونی انیمه مختلف دستمایه اقتباس قرار گرفته است.